# 漢堡 (印第安納州克拉克縣)
漢堡（英語：Hamburg）是位於美國印地安納州克拉克縣的一個非建制地區。

## 地理
漢堡的座標為38°23′00″N 85°46′03″W / 38.38333°N 85.76750°W，而該地的平均海拔高度為148米（即486英尺）。